# مسیحیان کلدانی
کلیسای کلدانی نام شاخه‌ای مرتبط با کلیسای کاتولیک اما مستقل از واتیکان است. کلیسای کلدانی مقام «پاپ» را به رسمیت می‌شناسد.مقام رهبری کلیسای کلدانی را «لوئیس روفائیل اول ساکو» به عهده دارد و ساکن عراق می‌باشد.

## تاریخچه کلیسای کلدانی
درقرن پانزده تا شانزده میلادی و در ۱۵۱۷ میلادی، میلیون‌ها نفر از پیروان کلیسای کاتولیک به کلیسای پروتستان گرویدند. این شکست دردناکی برای کلیسای کاتولیک بود. کلیسای کاتولیک درصدد بر آمد که شکست خود را با تفرقه انداختن در کلیساهای مشرق زمین جبران سازد. با فرستادن هزاران مسیونر و میلیون‌ها لیره و فرانک به هدف خود رسید. 
در قرن هفدهم میلادی، هیئت‌های تبلیغ کاتولیسیزم فرانسوی برای تبلیغ این مذهب در میان مسیحیان شرقی به کردستان آمدند. برای فراهم آوردن زمینهٔ فعالیت آن‌ها، پادشاه فرانسه نزد سلطان عثمانی وساطت کرد. تا قبل از این تغییر دینی، به جز ارمنیان پیروی کلیسای گریگوری، دو گروه جمعیتی مسیحی دیگر در میان کردها زندگی می‌کردند. نخست مسیحیان سریانی که عمدتاً در طور عبدین، جزیره و دیگر شهرهای کردستان شمال غربی می‌زیستند و زبان آن‌ها آرامی و عربی بود. این دسته از مسیحیان به کلیسای ارتدکس سریانی متعلق بودند و یعقوبی نیز نامیده می‌شدند. دستهٔ دوم مسیحیان کلدانی ها بودند که اگرچه در زبان با گروه اول مشترک بودند، اما پیروی کلیسای نسطوری بودند. میسیونرهای کاتولیک فرانسوی تقریباً نیمی از گروه دوم یعنی کلدانی ها  ساکن نواحی غرب کردستان را به مذهب کاتولیک گرواندند. این دسته از کلدانیان پس از گرویدن به کاتولیسیزم، کلیسای کلدانی نامیده شدند.
از قرن پانزدهم به بعد این کلیساها پسوند کاتولیک به خود گرفتند، کلیسای ارامنه، کلیسای قبطی مصر، کلیسای روس، کلیسای سریان، و...
جدایی کلیسای کلدانی از کلیسای شرق کلیسای نسطوری توسط میسیونرهای کلیسای کاتولیک در سال ۱۵۵۱-۱۵۵۳ اتفاق افتاد و کلیسای کلدانی زاده این تفرقه است. یوحنا سولقااسقف کلیسای شرق / کلیسای نسطوری در دیر القوش در ۴۰ کیلومتری شمال شهر نینوا/موصل به خدمت کلیسای کاتولیک در می‌آید و به مقام پاتریارکی نائل می‌شود.
باید اشاره کرد که کلیسای شرق /کلیسای نسطوری پیشتر در سال ۴۳۱ در افسس از کلیسای کاتولیک جدا شده بود.

## نامگذاری جدید
کلیسای کاتولیک مجبور به نامگذاری جدیدی برای کلیسای شرق  /کلیسای نسطوری شد. نام‌هائی مانند «کلیسای شرق  کاتولیک» یا «کلیسای نسطوری کاتولیک» پیشنهاد شد که هیچ‌یک مورد قبول واقع نگردید.

درواقع «کلیسای کلدانی کاتولیک» همان کلیسای شرق /کلیسای نسطوری است، اما به شاخه کاتولیک تعلق دارد.
اکثریت جامعه مسیحیان عراق که جمعیتشان بیش از هفتصد هزار نفر تخمین زده می‌شود، از پیروان کلیسای  کلدانی هستند.

## قتل اسقف اعظم کلدانی
در تاریخ ۱ مارس ۲۰۰۸ اعلام شد که فرج رحو، اسقف اعظم موصل هنگام ترک کلیسایی در محله النور در شرق موصل به وسیلهٔ افراد مسلحی ربوده شده‌است. نهایتاً در تاریخ ۱۲ مارس مقامات پلیس عراق از پیدا شدن جسد فرج رحو، در نزدیکی شهر موصل خبر دادند.
نهایتاً در تاریخ ۱۸ مه دادگاهی در عراق یکی از رهبران گروه تروریستی القاعده در این کشور را به اتهام قتل فرج رحو به اعدام محکوم کرد